# Vateria macrocarpa
Vateria macrocarpa är en tvåhjärtbladig växtart som beskrevs av Gupta. Vateria macrocarpa ingår i släktet Vateria och familjen Dipterocarpaceae. Inga underarter finns listade i Catalogue of Life.